# Heteromys salvini
Heteromys salvini és una espècie de mamífer rosegador de la família dels heteròmids. Viu a Costa Rica, El Salvador, Guatemala, Hondures, Mèxic i Nicaragua. Es tracta d'un animal nocturn que s'alimenta de llavors i insectes. Els seus hàbitats naturals són els boscos caducifolis, els matollars i els camps amb males herbes, sovint a prop de roques o parets. És una espècie en risc mínim, és a dir, no sembla que hi hagi cap amenaça significativa per a la seva supervivència.
Aquest tàxon fou anomenat en honor del naturalista britànic Osbert Salvin.